# Arinos (kommun)
Arinos är en kommun i Brasilien.   Den ligger i delstaten Minas Gerais, i den sydöstra delen av landet, 210 km öster om huvudstaden Brasília. Antalet invånare är 17 674.
Följande samhällen finns i Arinos:
- Arinos

Omgivningarna runt Arinos är huvudsakligen savann. Trakten runt Arinos är nära nog obefolkad, med mindre än två invånare per kvadratkilometer.